# The Else
The Else es el duodécimo álbum de estudio del grupo de rock They Might Be Giants, lanzado por Idlewild Records en 2007. El álbum fue producido en parte por The Dust Brothers, junto con Pat Dillett y la banda. The Else estuvo disponible para su descarga en iTunes Store el 15 de mayo de 2007, una versión en CD fue lanzada en las tiendas el 10 de julio de 2007.
Fue el primer álbum que volvía a canciones de temática adulta (Muerte, conflictos, enfermedades mentales, etc.) después que la banda se involucrará en la creación de álbumes infantiles desde 2002. La grabación del álbum fue influenciada en gran parte por la Guerra de Irak, razón de por qué parte de las canciones tiene una instrumentación y letra más oscuras y agresivas que otros álbumes de la banda. El título del álbum fue revelado a finales de febrero de 2007. Las ilustraciones del álbum fueron creadas por Marcel Dzama.
Las versiones iniciales del CD eran acompañadas con un disco extra de larga duración de material raro, Cast Your Pod To The Wind (el título es una parodia del éxito de 1962 del pianista de jazz Vince Guaraldi "Cast Your Fate to the Wind"). El 11 de septiembre de 2007, la banda lanzó un LP de vinilo del álbum. Cast Your Pod estuvo disponible por separado en iTunes en julio de 2009.
Un video creado por Mizushima Hine, para "With the Dark" fue lanzado en la página de YouTube de la banda el 7 de junio de 2007. Dos videos más para "The Shadow Government" y "I'm Impressed" también fueron lanzados más tarde. Un video de larga duración para "The Mesopotamians" fue lanzado el 2 de octubre.
"Careful What You Pack" fue escrita originalmente para la banda sonora de la película Coraline de 2009, pero finalmente no fue utilizada en la película.

## Lista de canciones
Todas las letras escritas por They Might Be Giants, excepto donde se indica.
| N.º | Título                                                                      | Duración |  |
| 1.  | «I'm Impressed»                                                             | 2:39     |  |
| 2.  | «Take Out the Trash»                                                        | 3:14     |  |
| 3.  | «Upside Down Frown»                                                         | 2:17     |  |
| 4.  | «Climbing the Walls»                                                        | 3:15     |  |
| 5.  | «Careful What You Pack»                                                     | 2:40     |  |
| 6.  | «The Cap'm»                                                                 | 3:11     |  |
| 7.  | «With the Dark»                                                             | 3:17     |  |
| 8.  | «The Shadow Government»                                                     | 2:37     |  |
| 9.  | «Bee of the Bird of the Moth»                                               | 3:31     |  |
| 10. | «Withered Hope» (escrita por They Might Be Giants, Mike Simpson, John King) | 2:54     |  |
| 11. | «Contrecoup»                                                                | 3:11     |  |
| 12. | «Feign Amnesia»                                                             | 2:29     |  |
| 13. | «The Mesopotamians»                                                         | 2:57     |  |

| Bonus del lanzamiento japonés |                           |          |  |
| N.º                           | Título                    | Duración |  |
| 14.                           | «Brain Problem Situation» | 2:55     |  |
| 15.                           | «We Live in a Dump»       | 1:40     |  |
| 16.                           | «I'm Your Boyfriend Now»  | 2:40     |  |

### Cast Your Pod to the Wind(disco extra)
| N.º | Título                                      | Duración |  |
| 1.  | «Put Your Hand on the Computer»             | 1:57     |  |
| 2.  | «I'm Your Boyfriend Now»                    | 2:40     |  |
| 3.  | «Why Did You Grow a Beard?»                 | 1:08     |  |
| 4.  | «We Live in a Dump»                         | 1:40     |  |
| 5.  | «Brain Problem Situation»                   | 2:55     |  |
| 6.  | «Sketchy Galore»                            | 2:21     |  |
| 7.  | «Microphone»                                | 2:04     |  |
| 8.  | «Vestibule»                                 | 1:59     |  |
| 9.  | «Greasy Kid Stuff»                          | 1:40     |  |
| 10. | «Metal Detector (live)»                     | 3:43     |  |
| 11. | «Employee of the Month»                     | 1:24     |  |
| 12. | «Homunculus»                                | 2:16     |  |
| 13. | «No Plan B (live)»                          | 1:40     |  |
| 14. | «Morgan in the Morning»                     | 1:07     |  |
| 15. | «Kendra McCormick»                          | 0:51     |  |
| 16. | «Yeah, the Deranged Millionaire»            | 1:23     |  |
| 17. | «My Other Phone Is a Boom Car»              | 0:27     |  |
| 18. | «I Hear a New World»                        | 2:09     |  |
| 19. | «(She Was a) Hotel Detective in the Future» | 2:05     |  |
| 20. | «Haunted Floating Eye»                      | 1:25     |  |
| 21. | «Scott Bower»                               | 1:23     |  |
| 22. | «The Mexican Drill»                         | 1:10     |  |
| 23. | «Cast Your Pod to the Wind»                 | 1:26     |  |

## Recepción
El álbum alcanzó el puesto #9 en el Billboard Top Digital Albums.